# Józef Szymański (działacz komunistyczny)

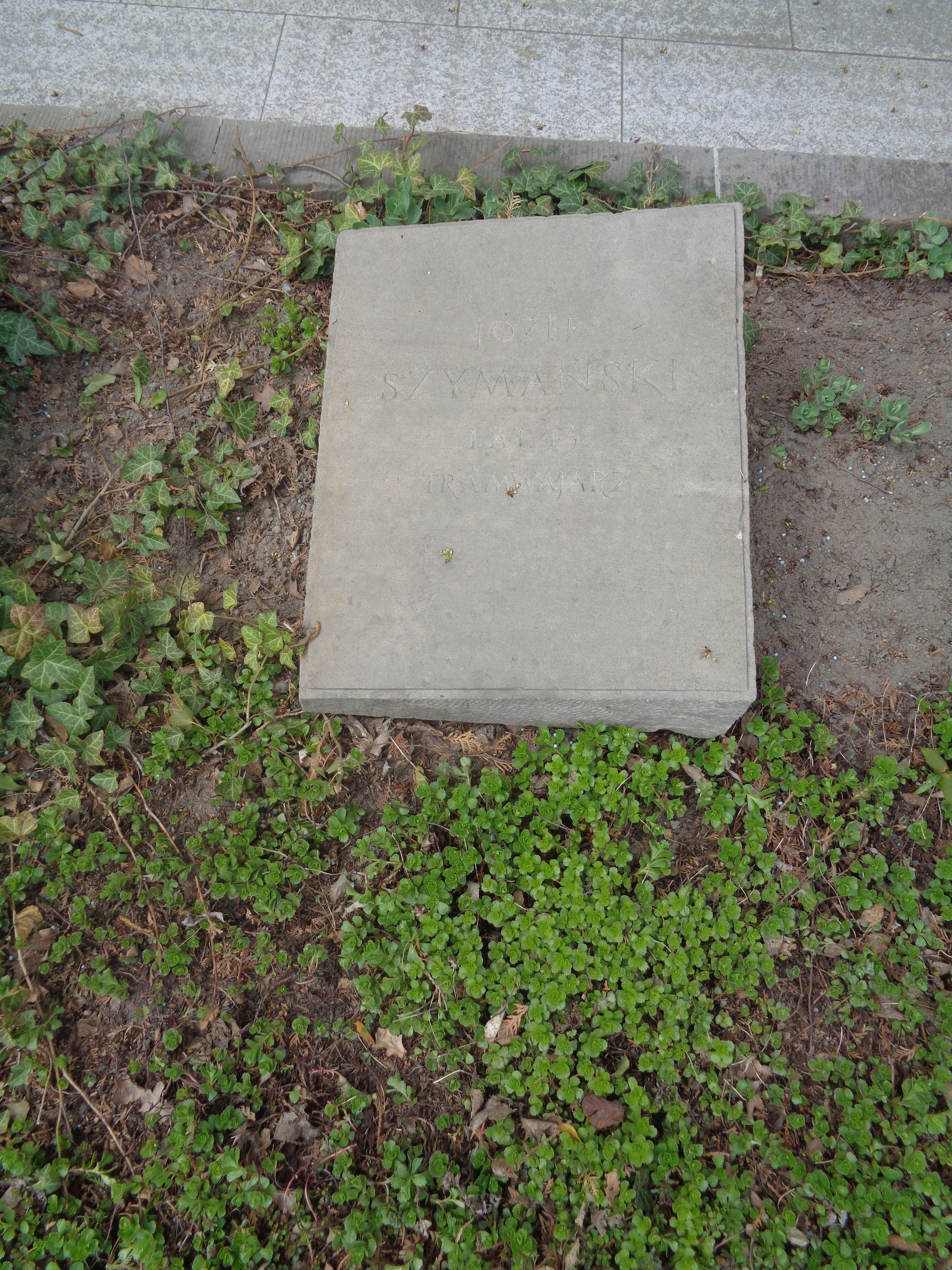
Grób Józefa Szymańskiego na cmentarzu Wojskowym na Powązkach

Józef Szymański (ps. „Józiek”, „Ziutek”; ur. 1899 w Warszawie, zm. 16 października 1942 tamże) – tramwajarz warszawski, członek KPP i PPR (pracownik techniczny Komitetu Centralnego PPR), w jego mieszkaniu w Wygodzie na Jaworznianej (od 28 maja 1957 do 13 grudnia 2017 i od 3 kwietnia 2019 nazwana jego imieniem) 4a działała tajna drukarnia organu prasowego PPR „Trybuny Wolności” i byli przechowywani działacze powiatowej rady narodowej i pracownicy czasopisma, on sam aresztowany 29 września 1942, osadzony na Pawiaku, powieszony 16 października 1942.
Został pochowany na Cmentarzu Wojskowym na Powązkach, kwatera 6 C, rząd V, miejsce 5.